# Торуняк
Торуняк (пол. Toruniak) — село в Польщі, у гміні Любовідз Журомінського повіту Мазовецького воєводства.
Населення — 81 особа (2011).
У 1975-1998 роках село належало до Цехановського воєводства.

## Демографія
Демографічна структура станом на 31 березня 2011 року:
|          | Загалом | Допрацездатний вік | Працездатний вік | Постпрацездатний вік |
| -------- | ------- | ------------------ | ---------------- | -------------------- |
| Чоловіки | 47      | 7                  | 37               | 3                    |
| Жінки    | 34      | 5                  | 22               | 7                    |
| Разом    | 81      | 12                 | 59               | 10                   |